# Schiplaken (Grimbergen)
Schiplaken was een kasteel en gehucht van de gemeente Grimbergen tot in de jaren 1930. Het kasteel verdween bij de uitbreiding van de industrie in de kanaalzone.

## Geschiedenis
Op de Ferrariskaarten van het einde van de 18e eeuw is het kasteel zichtbaar. Ten (zuid)oosten van het kasteel bevindt zich de drassige Zenne-vallei. Tussen het kasteel en de Willebroekse vaart stroomt de Tangebeek, die in het noordwesten, op de rechterkanaaloever, uitmondt in de Zenne. Een dreef leidt van het kasteel naar het noordwesten, om er, na een knik naar het westen bij de Kruiskapel, aan te takken op de weg tussen Grimbergen en Verbrande Brug. Op de kadasterplannen uit de eerste helft van de negentiende eeuw is deze dreef doorgetrokken tot aan de Willebroekse vaart in het zuidoosten en is er een tweede, kruisende as van het noordoosten naar het zuidwesten aangelegd. De kaart van het 'Depot de la Guerre', een voorloper van het NGI, uit 1867 toont dat er in het midden van de negentiende eeuw ten zuiden van het kasteel verschillende vijvers en een kapel werden aangelegd. 
Aan het einde van de negentiende eeuw werd de gelatinefabriek van Duché gebouwd aan de overzijde van het kanaal (thans eigendom van Tessenderlo Group). Dit luidde de industrialisering van de kanaalzone ten noorden van Vilvoorde in en leidde tot het verdwijnen van het kasteeldomein. Op de kaart van het IGN uit 1930 is het hoogtepunt van het kasteel voorbij. De Tangebeek is gekanaliseerd en verbreed. Op de gronden ten zuidoosten van de noordoost-zuidwest-as liggen de restanten van de vijvers en heeft zich de eerste industrie gevestigd. Langs de westelijke vaartdijk loopt de spoorweg van de Chemin de Fer Industriel, die deze bedrijven via de Verbrande Brug en later via de Budabrug zal ontsluiten. Op de topografische kaart van 1969 staat het kasteel en een naburige kapel nog aangeduid. 
In het derde kwart van de twintigste eeuw werd er een waterzuiveringsstation gebouwd op het voormalige kasteeldomein. Op de topografische kaart van 1981 is het kasteel dan ook verdwenen. Het kasteel bevond zich op het terrein van het huidige Caterpillar.
De andere gronden zijn vandaag in gebruik door de omliggende industrieterreinen. De huidige straatnaam 'Schiplakendreef' is het enige wat nog herinnert aan het voormalige kasteeldomein.